# Роберто Пиноти
Роберто Пиноти (на италиански: Roberto Pinotti)) е италиански уфолог. Роден е във Венеция, Италия през 1944. Още от дете той е запален по научната фантастика и НЛО най-вече. След като завършва училище се отдава на НЛО изследванията като започва работа като журналист а по-късно става и писател.

## Книги
- Bedini, D. & Pinotti, Roberto. Oltre la Terra. Mondadori, 1989
- Blondet, M. & Pinotti, R. Intelligenze extraterrestri. Mondadori (Arcana), 1988
- Pinotti, Roberto. Angeli, Dei, Astronavi: Extraterrestri nel passato. Oscar Mondadori (Saggi), Milano 1991 e 1994
- Pinotti, Roberto. UFO: Contatto cosmico. Ed. Mediterranee, Roma, 1991
- Pinotti, R. e Malanga, C. B.V.M., Beata Vergine Maria: le manifestazioni mariane in una nuova luce. Oscar Mondadori, Milano, 1995
- Pinotti, Roberto. Profezie oltre il 2000. Oscar Mondadori, Milano, 1996
- Pinotti, Roberto. UFO: Visitatori da altrove. R.C.S. Bompiani, Milano, 1996
- Pinotti, Roberto. La guerra di due mondi. Olimpia, Milano, 2006